# ساوث يارموث (ماساتشوستس)
ساوث يارموث (بالإنجليزية: South Yarmouth CDP, Massachusetts)‏ هي منطقة سكنية تقع بولاية ماساتشوستس في الولايات المتحدة. تبلغ مساحتها 20.2 كم2، وترتفع عن سطح البحر 6 م، بلغ عدد سكانها 11,092 نسمة في عام 2010 حسب إحصاء مكتب تعداد الولايات المتحدة وتصل الكثافة السكانية فيها 549.1 نسمة لكل كيلومتر مربع (1,422.2/ميل2).

## التركيبة السكانية
حدّد مكتب تعداد الولايات المتحدة بيانات التركيبة السكانية لساوث يارموث في تعداد الولايات المتحدة. في ما يلي، التركيبة السكانية حسب تعدادي 2000 و2010.

### تعداد عام 2000
بلغ عدد سكان ساوث يارموث 11,603 نسمة بحسب تعداد عام 2000، وبلغ عدد الأسر 5,485 أسرة وعدد العائلات 3,183 عائلة مقيمة في المنطقة السكنية. في حين سجلت الكثافة السكانية 574.4 نسمة لكل كيلومتر مربع (1,487.7/ميل2). وبلغ عدد الوحدات السكنية 7,834 وحدة بمتوسط كثافة قدره 387.8 لكل كيلومتر مربع (1,004.4/ميل2).
وتوزع التركيب العرقي للمنطقة السكنية بنسبة 94.74% من البيض و1.53% من الأمريكيين الأفارقة و0.34% من الأمريكيين الأصليين و0.63% من الأمريكيين ذوي الأصول الآسيوية و0.06% من سكان جزر المحيط الهادئ و1.03% من الأعراق الأخرى و1.66% من عرقين مختلطين أو أكثر و1.63% من الهسبانيون أو اللاتينيون من أي عرق.
بلغ عدد الأسر 5,485 أسرة كانت نسبة 20.4% منها لديها أطفال تحت سن الثامنة عشر تعيش معهم، وبلغت نسبة الأزواج القاطنين مع بعضهم البعض 44.8% من أصل المجموع الكلي للأسر، ونسبة 9.8% من الأسر كان لديها معيلات من الإناث دون وجود شريك،  بينما كانت نسبة 3.4% من الأسر لديها معيلون من الذكور دون وجود شريكة وكانت نسبة 42% من غير العائلات. تألفت نسبة 36.3% من أصل جميع الأسر من عدة أفراد يعيشون في نفس المنزل ونسبة 22.3% كانت تتألف من شخص يعيش بمفرده يبلغ من العمر 65 عاماً أو أكثر. وبلغ متوسط حجم الأسرة المعيشية 2.08، أما متوسط حجم العائلات فبلغ 2.67.
بلغ العمر الوسطي للسكان 49.3 عاماً. وكانت نسبة 17.1% من القاطنين تحت سن الثامنة عشر، وكانت نسبة 4.4% بين الثامنة عشر والرابعة والعشرين عاماً، ونسبة 22.6% كانت واقعةً في الفئة العمرية ما بين الخامسة والعشرين والرابعة والأربعين عاماً، ونسبة 22.5% كانت ما بين الخامسة والأربعين والرابعة والستين، ونسبة 31.5% كانت ضمن فئة الخامسة والستين عاماً فما فوق. يوجد لكل 100 أنثى 84.4 ذكر، ويوجد لكل 100 أنثى في الثامنة عشر من عمرها فما فوق 79.6 ذكر.
بلغ متوسط دخل الأسرة في المنطقة السكنية 37,643 دولارًا، أما متوسط دخل العائلة فبلغ 44,325 دولارًا. وكان متوسط دخل الذكور 35,476 دولارًا مقابل 26,118 دولارًا للإناث. وسجل دخل الفرد الخاص بالمنطقة السكنية 20,609 دولارًا. وكانت نسبة 5.5% من العائلات ونسبة 7.3% من السكان تحت خط الفقر، وكان من هؤلاء نسبة 12.1% تحت سن الثامنة عشر ونسبة 3.9% في الخامسة والستين من العمر وما فوق.

### تعداد عام 2010
بلغ عدد سكان ساوث يارموث 11,092 نسمة بحسب تعداد عام 2010، وبلغ عدد الأسر 5,232 أسرة وعدد العائلات 2,950 عائلة مقيمة في المنطقة السكنية. في حين سجلت الكثافة السكانية 549.1 نسمة لكل كيلومتر مربع (1,422.2/ميل2). وبلغ عدد الوحدات السكنية 8,056 وحدة بمتوسط كثافة قدره 398.8 لكل كيلومتر مربع (1,032.9/ميل2).
وتوزع التركيب العرقي للمنطقة السكنية بنسبة 92.12% من البيض و2.41% من الأمريكيين الأفارقة و0.35% من الأمريكيين الأصليين و1.27% من الأمريكيين ذوي الأصول الآسيوية و0.01% من سكان جزر المحيط الهادئ و1.88% من الأعراق الأخرى و1.96% من عرقين مختلطين أو أكثر و2.87% من الهسبانيون أو اللاتينيون من أي عرق.
بلغ عدد الأسر 5,232 أسرة كانت نسبة 20.4% منها لديها أطفال تحت سن الثامنة عشر تعيش معهم، وبلغت نسبة الأزواج القاطنين مع بعضهم البعض 42.7% من أصل المجموع الكلي للأسر، ونسبة 10.4% من الأسر كان لديها معيلات من الإناث دون وجود شريك،  بينما كانت نسبة 3.3% من الأسر لديها معيلون من الذكور دون وجود شريكة وكانت نسبة 43.6% من غير العائلات. تألفت نسبة 36.6% من أصل جميع الأسر من عدة أفراد يعيشون في نفس المنزل ونسبة 20.4% كانت تتألف من شخص يعيش بمفرده يبلغ من العمر 65 عاماً أو أكثر. وبلغ متوسط حجم الأسرة المعيشية 2.10، أما متوسط حجم العائلات فبلغ 2.73.
بلغ العمر الوسطي للسكان 50.7 عاماً. وكانت نسبة 16.2% من القاطنين تحت سن الثامنة عشر، وكانت نسبة 5.9% بين الثامنة عشر والرابعة والعشرين عاماً، ونسبة 19.8% كانت واقعةً في الفئة العمرية ما بين الخامسة والعشرين والرابعة والأربعين عاماً، ونسبة 29.1% كانت ما بين الخامسة والأربعين والرابعة والستين، ونسبة 28.9% كانت ضمن فئة الخامسة والستين عاماً فما فوق. وتوزع التركيب الجنسي للسكان بنسبة 46.8% ذكور و53.2% إناث.